# National Review
National Review o NR (en español: Revista Nacional) es una revista editorial conservadora estadounidense, de periodicidad semimensual, centrada en noticias y comentarios sobre asuntos políticos, sociales y culturales. La revista fue fundada por el escritor William F. Buckley Jr. en 1955. Actualmente está dirigida por Rich Lowry.
Desde su fundación, la revista ha desempeñado un papel importante en el desarrollo del conservadurismo en Estados Unidos, ayudando a definir sus límites y promoviendo el fusionismo, al tiempo que se ha establecido como una de las principales voces de la derecha estadounidense.
La versión en línea, National Review Online, está editada por Charles C. W. Cooke e incluye contenidos y artículos gratuitos independientes de la edición impresa.

## Orígenes
Antes de la fundación de National Review en 1955, algunos conservadores creían que la derecha estadounidense era una masa de individuos desorganizados que compartían una filosofía común pero que tenían pocas oportunidades para tener una voz pública común. También querían integrar lo que ellos veían como la visión aislada de la antigua derecha estadounidense.

## Historia

### Primeros años
En 1953, Russell Kirk publicó The Conservative Mind, que pretendía rastrear una línea temporal intelectual desde Edmund Burke hasta la Antigua derecha de principios de la década de 1950 (ej. Barry Goldwater). Esto combatía la noción popular según la cual no existía una coherente tradición conservadora en los Estados Unidos. El joven William F. Buckley, Jr. fue muy influenciado por esto.

### Después de Goldwater
Después de la derrota ante Lyndon Johnson en 1964, Buckley y la National Review continuaron combatiendo por la idea de un movimiento conservador, que se fue personificando en Ronald Reagan. Reagan, subscriptor por años de National Review, se volvió prominente en política durante la campaña de Goldwater. National Review apoyó su desafío al Presidente Gerald Ford en 1976 y su exitosa campaña de 1980.  En la época en que Donald Trump estuvo políticamente activo, National Review le apoyó tanto como le atacó.

### Actual editor y escritores contribuyentes
El actual editor de la revista es Rich Lowry. Muchos de los escritores de la revista están afiliados con Think tanks tales como la Fundación Heritage y American Enterprise Institute. 

### Crítica
En los últimos años, algunos conservadores han criticado la política de NR' por apoyar programas liberales, yendo contra sus propios principios.
En 2007, Johan Hari en The New Republic describió a NR como «la biblia del conservadurismo estadounidense.»

## Actuales contribuidores destacados
Lista de algunos de los actuales contribuidores de la revista National Review, y de su edición en Internet National Review Online:
| - Jed Babbin - Bruce Bartlett - Myrna Blyth - Denis Boyles - Richard Brookhiser, editor sénior (se unió en 1970s) - Mona Charen - John Derbyshire - Dinesh D'Souza - David Frum - Jim Geraghty, TKS (anteriormente The Kerry Spot) - Jonah Goldberg, NRO editor en jefe. - Mark Levin, NRO editor contribuyente/locutor de programas de radio, sindicado - Michael Graham - Victor Davis Hanson - Jeffrey Hart, NR editor sénior - Paul Johnson - Phil Kerpen, NRO editor contribuyente en finanzas - Dave Kopel, NRO columnista - Charles Krauthammer - Larry Kudlow, NRO editor sobre economía - Michael Ledeen - Kathryn Jean Lopez, NRO editor - Rich Lowry, NR editor - Donald Luskin, NRO editor contribuyente en finanzas - Clifford May | - John J. Miller NR reportero nacional sobre política - Stephen Moore, columnista de finanzas - Deroy Murdock - Jay Nordlinger - Michael Novak - Kate O'Beirne, editor en Washington D. C. - John O'Sullivan, NR editor-at-large - John Podhoretz - Ramesh Ponnuru - David Pryce-Jones - Claudia Rosett - Pat Sajak - Catherine Seipp - Joseph Skelly - W. Thomas Smith, Jr. - Thomas Sowell - Evan A. Sparks - Mark Steyn - Jim Talent, exsenador por Mísuri - Byron York, corresponsal de la Casa Blanca - R. V. Young - Tom Wolfe - Jack Dunphy |

## Ex contribuidores destacados
| - Robert Bork - James Burnham - Peter Brimelow - William F. Buckley, Jr., editor-at-large, founder - John R. Chamberlain - Whittaker Chambers - Shannen W. Coffin - Ann Coulter - Joan Didion - Ernest van den Haag - Willmoore Kendall - Florence King - Russell Kirk - Frank Meyer | - Scott McConnell - Ludwig von Mises - Raymond Moley - Revilo P. Oliver - Murray Rothbard - William A. Rusher, publisher, 1957-1988 - John Simon - Joseph Sobran - Taki Theodoracopulos - Allen Tate - Ralph de Toledano - George F. Will - Garry Wills |